# All-Star Game de la NBA 1970
El 20º All-Star Game de la NBA de la historia se disputó el día 20 de enero de 1970 en el The Spectrum de la ciudad de Filadelfia, Pensilvania. El equipo de la Conferencia Este estuvo dirigido por Red Holzman, entrenador de New York Knicks y el de la Conferencia Oeste por Richie Guerin, de Atlanta Hawks. La victoria correspondió al equipo del Este, por 142-135, siendo elegido MVP del All-Star Game de la NBA el ala-pívot de los New York Knicks Willis Reed, que consiguió 21 puntos y 11 rebotes. Junto a él, destacó el base Oscar Robertson, en su décimo All-Star, que anotó 21 puntos y así romper el récord de más puntos anotados en un partido de las estrellas que tenía Bob Pettit, consiguiendo en total 224 puntos, y batiendo la marca por 6. Los mejores por parte del Oeste fueron en jugador de San Diego Rockets Elvin Hayes, que anotó 24 puntos, y el de los Lakers Jerry West, que consiguió 22. En el último cuarto el equipo del Oeste consiguió batir el récord de más puntos anotados en un cuarto en un All-Star, al conseguir 50.
Fue también el primero de los 19 All Stars que disputó a lo largo de su carrera Kareem Abdul Jabbar, el jugador que más partidos de este tipo ha jugado en la historia de la NBA.

## Estadísticas

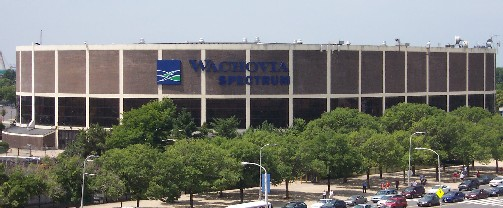
The Spectrum, sede del All-Star de 1970.

### Conferencia Oeste
| CONFERENCIA OESTE            |                                        |                                        |                                        |                                        |                                        |                                        |                                        |                                        |
| Jugador, Equipo              | MIN                                    | TCA                                    | TCI                                    | TLA                                    | TLI                                    | REB                                    | AST                                    | PTS                                    |
| Elgin Baylor, Los Angeles    | 26                                     | 2                                      | 9                                      | 5                                      | 7                                      | 7                                      | 3                                      | 9                                      |
| Connie Hawkins, Phoenix      | 19                                     | 2                                      | 4                                      | 6                                      | 6                                      | 4                                      | 2                                      | 10                                     |
| Elvin Hayes, San Diego       | 35                                     | 9                                      | 21                                     | 6                                      | 12                                     | 15                                     | 1                                      | 24                                     |
| Lou Hudson, Atlanta          | 18                                     | 5                                      | 12                                     | 5                                      | 5                                      | 1                                      | 0                                      | 15                                     |
| Jerry West, Los Angeles      | 31                                     | 7                                      | 12                                     | 8                                      | 12                                     | 5                                      | 5                                      | 22                                     |
| Jeff Mullins, San Francisco  | 14                                     | 4                                      | 6                                      | 0                                      | 0                                      | 1                                      | 1                                      | 8                                      |
| Bob Rule, Seattle            | 13                                     | 2                                      | 6                                      | 1                                      | 1                                      | 4                                      | 0                                      | 5                                      |
| Joe Caldwell, Atlanta        | 19                                     | 5                                      | 11                                     | 3                                      | 4                                      | 7                                      | 1                                      | 13                                     |
| Chet Walker, Chicago         | 17                                     | 1                                      | 3                                      | 2                                      | 2                                      | 2                                      | 1                                      | 4                                      |
| Bill Bridges, Atlanta        | 15                                     | 2                                      | 2                                      | 1                                      | 5                                      | 4                                      | 2                                      | 5                                      |
| Dick Van Arsdale, Phoenix    | 16                                     | 4                                      | 8                                      | 0                                      | 0                                      | 2                                      | 2                                      | 8                                      |
| Lenny Wilkens, Seattle       | 17                                     | 5                                      | 7                                      | 2                                      | 3                                      | 2                                      | 4                                      | 12                                     |
| Nate Thurmond, San Francisco | Seleccionado, pero no jugó por lesión. | Seleccionado, pero no jugó por lesión. | Seleccionado, pero no jugó por lesión. | Seleccionado, pero no jugó por lesión. | Seleccionado, pero no jugó por lesión. | Seleccionado, pero no jugó por lesión. | Seleccionado, pero no jugó por lesión. | Seleccionado, pero no jugó por lesión. |
| Totales                      | 240                                    | 48                                     | 101                                    | 39                                     | 57                                     | 54                                     | 22                                     | 135                                    |

MIN: Minutos. TCA: Tiros de campo anotados. TCI: Tiros de campo intentados. TLA: Tiros libres anotados. TLI: Tiros libres intentados. REB: Rebotes. AST: Asistencias. PTS: Puntos

### Conferencia Este
| CONFERENCIA ESTE               |     |     |     |     |     |     |     |     |
| Jugador, Equipo                | MIN | TCA | TCI | TLA | TLI | REB | AST | PTS |
| Billy Cunningham, Philadelphia | 28  | 7   | 13  | 5   | 5   | 4   | 2   | 19  |
| John Havlicek, Boston          | 29  | 7   | 15  | 3   | 3   | 5   | 7   | 17  |
| Willis Reed, New York          | 30  | 9   | 18  | 3   | 3   | 11  | 0   | 21  |
| Oscar Robertson, Cincinnati    | 29  | 9   | 11  | 3   | 4   | 6   | 4   | 21  |
| Walt Frazier, New York         | 24  | 3   | 7   | 1   | 2   | 3   | 4   | 7   |
| Hal Greer, Philadelphia        | 21  | 7   | 11  | 1   | 1   | 4   | 3   | 15  |
| Dave DeBusschere, New York     | 14  | 5   | 10  | 0   | 0   | 7   | 2   | 10  |
| Kareem Abdul-Jabbar, Milwaukee | 18  | 4   | 8   | 2   | 2   | 11  | 4   | 10  |
| Gus Johnson, Baltimore         | 17  | 5   | 12  | 0   | 0   | 7   | 1   | 10  |
| Tom Van Arsdale, Cincinnati    | 8   | 2   | 7   | 1   | 1   | 0   | 1   | 5   |
| Jimmy Walker, Detroit          | 14  | 0   | 3   | 1   | 1   | 1   | 0   | 1   |
| Flynn Robinson, Milwaukee      | 8   | 3   | 4   | 0   | 0   | 1   | 2   | 6   |
| Totales                        | 240 | 61  | 119 | 20  | 22  | 60  | 30  | 142 |

MIN: Minutos. TCA: Tiros de campo anotados. TCI: Tiros de campo intentados. TLA: Tiros libres anotados. TLI: Tiros libres intentados. REB: Rebotes. AST: Asistencias. PTS: Puntos